# Jed Rothstein
Jed Rothstein é um cineasta e produtor cinematográfico norte-americano. Como reconhecimento, foi nomeado ao Oscar 2011 na categoria de Melhor Documentário em Curta-metragem por Killing in the Name.